# Bacanius bicolor
Bacanius bicolor är en skalbaggsart som beskrevs av Miłosz A. Mazur 1975. Bacanius bicolor ingår i släktet Bacanius och familjen stumpbaggar. Inga underarter finns listade i Catalogue of Life.